# 곤겐마에역
곤겐마에역(일본어: 権現前駅 ごんげんまええき[*])은 일본 미에현 마쓰사카시에 위치한 도카이 여객철도 메이쇼선의 철도역이다. 단선 승강장 1면 1선의 구조를 갖춘 지상역이다.

## 이용 현황
| 연도     | 이용 인원 | 연도     | 이용 인원 |
| 1997년도 | 54        | 2006년도 | 47        |
| 1998년도 | 66        | 2007년도 | 47        |
| 1999년도 | 63        | 2008년도 | 44        |
| 2000년도 | 59        | 2009년도 | 48        |
| 2001년도 | 54        | 2010년도 | 48        |
| 2002년도 | 51        | 2011년도 | 42        |
| 2003년도 | 51        | 2012년도 | 35        |
| 2004년도 | 53        | 2013년도 | 35        |
| 2005년도 | 51        |          |           |
| -------- | --------- | -------- | --------- |

## 역 주변
- 미에 현 축산 연구소
- 긴키 닛폰 철도 이세나카하라 역 · 이세나카가와 역

## 역사
- 1929년 8월 25일 : 일본국유철도의 역으로서, 마쓰사카 - 이 역 간의 개업시에 개업. 일반역.
- 1930년 3월 30일 : 메이쇼선이 이세기역까지 개업.
- 1963년 4월 1일 : 화물 · 하물의 취급을 폐지.
- 1987년 4월 1일 : 일본국유철도 분할 민영화에 의해, 도카이 여객철도가 승계.

## 인접 역
| 도카이 여객철도 메이쇼선 | 도카이 여객철도 메이쇼선 | 도카이 여객철도 메이쇼선 |
| ------------------------ | ------------------------ | ------------------------ |
| 가미노쇼 마쓰사카 방면   | ■ 메이쇼선               | 이세하타 이세오키쓰 방면 |